# Cravo Norte

Localização do município e cidade de Cravo Norte, no departamento de Arauca

Cravo Norte é uma cidade colombiana, no departamento de Arauca.